# Isoenzim
Els isoenzims o isozims (en anglès: Isozymes i també isoenzymes) són enzims que difereixen en la seqüència d'aminoàcids però que catalitzen la mateixa reacció química. Aquests enzims acostumen a mostrar diferents paràmetres cinètics (és a dir diferents valors de KM), o propietats de regulació diferents.
L'existència dels isoenzims permet ajustar el metabolisme per satisfer les necessitats particulars d'un determinat teixit o etapa del desenvolupament (per exemple la deshidrogenasa lactat (LDH). En bioquímica, els isoenzims són isoformes (variants estretament relacionades) dels enzims. En molts casos, són codificats per gens homòlegs que amb el temps han divergit. Malgrat de manera estricta, els al·loenzims representen enzims de diferents al·lels d'un mateix gen i els isoenzims representen enzims de diferents gens els productes dels quals catalitzen la mateixa reacció, els dos termes s'acostumen a usar indistintament.

## Introducció
Els isoenzims van ser descrits primer per R. L. Hunter i Clement Markert (1957).
Els isoenzims normalment són el resultat de la duplicació dels gens, però també poden sorgir de la poliploidització o de la hibridació de l'àcid nucleic. En el temps evolutiu, si la funció de la nova variant segueix sent idèntica a l'original, aleshores és probable que una o l'altra es perdi amb l'acumulació de mutacions, resultant un pseudogen. Tanmateix, si les mutacions no impideixen el funcionament de l'enzim però en modifiquen la funció o el seu patró d'expressió gènica, les dues variants es podran veure afavorides per la selecció natural i s'especialitzaran en diverses funcions. Per exemple, pot ser que s'expressin en diferents etapes del desenvolupament o en diferents teixits.
Els isoenzims poden ser quasi idèntics pel que fa al seu funcionament però poden diferir en altres aspectes. En particular les substitucions d'aminoàcids que canvien la càrrega elèctrica de l'enzim (per exemple la substitució de l'àcid aspàrtic per àcid glutàmic) són fàcils d'identifica amb la tècnica de l'electroforesi en gel, i això constitueix la base per a usar els isoenzims com marcadors moleculars.

Els al·loenzims poden ser el resultat de mutacions puntuals o per mutacions indel (insertion-deletion) que afecten la seqÜència d'ADN que codifica el gen. El cas més probable és que el nou al·lel no sigui funcional i sigui eliminat de la població per la selecció natural. Un segon cas seria quan es canvia una part de l'enzim poc important (per exemple lluny del lloc actiu) i la mutació resultineutra i sotmesa a la deriva genètica. En casos rars la mutació pot donar un enzim més eficient i aquest estigui afavorit per la selecció natural.

## Un exemple d'isoenzim
La glucocinasa és un exemple d'isoenzim, És una variant de l'hexocinasa la qual no és inhibida per la glucosa-6-fosfat. Les seves diferents funcions de regulació i la seva menor afinitat amb la glucosa (en comparació amb altres hexocinases), li permeten tenir diferents funcions com el control de l'alliberament d'insulina del pàncrees o la iniciació de síntesi de glucogen del fetge.